# هورزیجل
هورزیجل (به هلندی: Houwerzijl) یک منطقهٔ مسکونی در هلند است که در ده‌مارنه واقع شده‌است. هورزیجل ۱۹۰ نفر جمعیت دارد.